# Птицемлечник Баланзы
Птицемлечник Баланзы, или Птицемлечник Балансы (лат. Ornithogalum balansae), — вид травянистых растений рода Птицемлечник (Ornithogalum) семейства Спаржевые (Asparagaceae), произрастающий на горных и альпийских лугах Кавказа и Малой Азии.
Вид назван в честь французского ботаника Бенедикта Баланзы.

## Ботаническое описание
Многолетнее травянистое растение. Луковица небольшая (1 см в диаметре), яйцевидная. Стебель тонкий, 5—10 см высотой. Листья немногочисленные (2—3), линейные, язычковые, коротко-заострённые, более или менее сильно серповидно-изогнутые, желобчатые, около 6—10 мм шириной, 7—15 см длиной, равные или превышающие соцветие.
Соцветие немногоцветковое (2—3, реже 5—7), щитковидное; цветоножки при цветении прямостоячие, коротко сближенные, при плодах нижние цветоножки слегка вытягиваются. Прицветники ланцетные, обычно длиннее цветоножек. Листочки околоцветника 17—20 мм длиной, продолговато-линейные, тупые, наружные несколько заострённые, по спинке с широкой зелёной полоской. Нити тычинок сильно расширены, наверху коротко суженные. Коробочка яйцевидная, с попарно сближенными крыльями. Цветение в июне.